# Chrášťany (Praga-Oeste)
Chrášťany es una localidad del distrito de Praga-Oeste en la región de Bohemia Central, República Checa, con una población estimada a principio del año 2018 de 929 habitantes. 
Se encuentra ubicada en el centro-oeste de la región, junto a Praga, y a poca distancia del río Moldava y de uno de sus afluentes por la izquierda, el río Berounka.